# Ceylonosticta brincki
Ceylonosticta brincki – gatunek ważki z rodziny Platystictidae. Endemit Sri Lanki.